# Chironomus bulbosus
Chironomus bulbosus är en tvåvingeart som först beskrevs av Gerry 1933.  Chironomus bulbosus ingår i släktet Chironomus och familjen fjädermyggor. Inga underarter finns listade i Catalogue of Life.